# Synagoga Nidhe Israel w Bridgetown
Synagoga Nidhe Israel w Bridgetown (hebr. בית הכנסת נדחי ישראל) – obecnie jedyna czynna synagoga znajdująca się w Bridgetown, stolicy Barbadosu, przy Synagogue Lane.
Synagoga została zbudowana w 1654 roku. W 1831 roku została bardzo zniszczona podczas huraganu, który nawiedził miasto. Wkrótce po jego przejściu została odbudowana. W 1929 roku synagoga została sprzedana osobom prywatnym i od tego czasu spełniała inne funkcje.
W 1983 roku synagoga została odkupiona przez gminę żydowską i gruntownie odrestaurowana według projektu Paula Altmana, dzięki czemu odzyskała swój oryginalny, gotycki styl. Obecnie jest czynną synagogą nurtu konserwatywnego.